# 北仑区体艺中心
北仑区体艺中心是一座位于中国浙江省宁波市北仑区的室内体育馆。2002年年底开工建设，2005年4月完工，同年5月1日正式投入使用。场馆有4000个固定座位，最多能容纳8000名观众。
2004年9月，即中国女排获得雅典奥运会冠军一个月后，北仑区体艺中心正式成为中国女排的指定主场。场馆完工后主办的首场主要赛事是2005年中国国际女排精英赛，之后该场馆还曾主办过数届女排大奖赛中国赛区预赛、2006年世界女子排球锦标赛预选赛以及2007年和2010年世界女排大奖赛总决赛等排球赛事。除了排球，北仑区体艺中心还曾主办过篮球、乒乓球、羽毛球等其他项目的赛事。